# Андрій Медвєдєв
Андрі́й Медвєдєв (івр. אנדריי מדבדב, англ. Andrey Medvedev; нар. 6 квітня 1990 Ульяновськ, Росія) — ізраїльський гімнаст. Бронзовий призер чемпіонату світу, дворазовий срібний призер чемпіонату Європи в опорному стрибку.

## Біографія
Народився в Росії. У дванадцятирічному віці разом з родиною емігрував до Ізраїлю.

## Кар'єра
Спортивною гімнастикою почав займатися у шестирічному віці через надмірну активність.

#### 2013
Дебютував на чемпіонаті світу з 24 результатом в опорному стрибку в кваліфікації.

#### 2014
Першу медаль міжнародного турніру здобув на кубку світу в Любляні, Хорватія, де продемонстрував другий результат в опорному стрибку.

#### 2017
Через перелом малогомілкової кістки змушений був пропустити чемпіонат світу в Монреалі, Канада.

#### 2018
На чемпіонаті світу в Досі, Катар, під час виконання стрибку в кваліфікаційному раунду розірвав зв'язку правиці та не зміг кваліфікуватися до фіналу.

#### 2019
На чемпіонаті Європи здобув першу в кар'єрі срібну нагороду в опорному стрибку.
На кваліфікаційному до Олімпійських ігор 2020 чемпіонат світу у Штутгарті, Німеччина, працював над ускладненням програми, розраховуючи виконати обидва стрибки з коефіцієнтами складності — 6,0. Однак за місяць до турніру знов, як і напередодні двох попередніх чемпіонатів світу, отримав травму ступні, що завадило реалізувати попередні плани. Попри травму та відсутність тренувань інших видів програми, для допомоги товаришам по команді Олександру Шатілову та Артему Долгопяту виконав у кваліфікаційному раунді комбінацію вільних вправ, що дозволило лідерам збірної додатково відпочити перед власними виступами та досягти поставленої мети (Шатілов зміг посісти 30 місце у багатоборстві, а Долгопят кваліфікувався до фіналу вільних вправ, де виборов срібло, що дозволило обом здобути олімпійські ліцензії). Андрій же до фіналу опорного стрибка не відібрався та не виборов олімпійської ліцензії.

#### 2020
У грудні під час пандемії коронавірусу на чемпіонаті Європи в Мерсіні, Туреччина, в командній першості посів четверте місце, до фіналів в окремих видах не кваліфікувався.

#### 2021
У квітні на чемпіонаті Європи в Базелі, Швейцарія, здобув срібну нагороду в опорному стрибку.

## Результати на турнірах
| Рік  | Змагання                  | КБ | ІБ | Вільні вправи | Кінь | Кільця | Опорний стрибок | Паралельні бруси | Перекладина |
| ---- | ------------------------- | -- | -- | ------------- | ---- | ------ | --------------- | ---------------- | ----------- |
| 2017 | Чемпіонат Європи          |    |    |               |      |        | 8               |                  |             |
| 2018 | Чемпіонат Європи          |    |    |               |      |        | 5               |                  |             |
| 2019 | Чемпіонат Європи          |    |    |               |      |        | 2               |                  |             |
| 2019 | Кубок виклику в Мельбурні |    |    |               |      |        | 9               |                  |             |
| 2019 | Кубок виклику в Баку      |    |    |               |      |        | 11              |                  |             |
| 2019 | Кубок світу в Досі        |    |    |               |      |        | 10              |                  |             |
| 2020 | Кубок світу в Мельбурні   |    |    |               |      |        | 3               |                  |             |
| 2020 | Кубок світу в Баку        |    |    |               |      |        | *               |                  |             |
| 2020 | UKRAINE INTERNATIONAL CUP | ** |    |               |      |        | 1               |                  |             |
| 2020 | Чемпіонат Європи          | 4  |    |               |      |        |                 |                  |             |
| 2021 | Чемпіонат Європи          |    |    |               |      |        | 2               |                  |             |
| 2021 | Кубок виклику в Осієці    |    |    |               |      |        | 8               |                  |             |
| 2021 | Кубок світу в Досі        |    |    |               |      |        | 3               |                  |             |
| 2021 | Кубок виклику в Копері    |    |    |               |      |        | 1               |                  |             |
| 2021 | Чемпіонат світу           |    |    |               |      |        | 3               |                  |             |
| 2022 | Кубок світу в Баку        |    |    |               |      |        | 2               |                  |             |

*результати встановлено за підсумками кваліфікації
**змішана команда